# Paraphlomis tomentosocapitata
Paraphlomis tomentosocapitata là một loài thực vật có hoa trong họ Hoa môi. Loài này được Yamam. mô tả khoa học đầu tiên năm 1934.